# 薩爾科法根山
72°10′S 16°45′E / 72.167°S 16.750°E
薩爾科法根山（英語：Sarkofagen Mountain）是南極洲的山峰，位於東部南極洲的毛德皇后地，屬於俄羅斯山脈的一部分，處於雅科夫列夫山以南20公里，現時受南極條約體系管理。